# Mouterre-Silly
Mouterre-Silly es una comuna francesa situada en el departamento de Vienne, en la región Nueva Aquitania.

## Demografía
| 836 | 766 | 749 | 675 | 710 | 678 | 659 |
| Para los censos de 1962 a 1999 la población legal corresponde a la población sin duplicidades (Fuente: INSEE [Consultar]) |     |     |     |     |     |     |